# Textulariella
Textulariella es un género de foraminífero bentónico de la familia Textulariellidae, de la superfamilia Ataxophragmioidea, del suborden Ataxophragmiina y del orden Loftusiida. Su especie tipo es Textularia barrettii. Su rango cronoestratigráfico abarca desde el Mioceno hasta la Actualidad.

## Discusión
Clasificaciones previas incluían Textulariella en el suborden Textulariina del orden Textulariida o en el orden Lituolida.

## Clasificación
Textulariella incluye a las siguientes especies:
- Textulariella angusta
- Textulariella asiatica
- Textulariella barrettii
- Textulariella brevis
- Textulariella cretosa
- Textulariella cushmani
- Textulariella humilis
- Textulariella lithothamnica
- Textulariella minuta
- Textulariella miocenica
- Textulariella paalzowi
- Textulariella parvacycla
- Textulariella polygona
- Textulariella raadshooveni
- Textulariella simplex
- Textulariella subcylindrica
- Textulariella trinitatensis
  - Textulariella trinitatensis subcylindrica
- Textulariella trinitatus